# 陳禮節
陳禮節（1906年2月—1984年7月1日），中國近代醫學家，國立臺灣大學醫學院附屬醫院（台大醫院）第1位非臺灣籍的院長。

## 生平

### 教育经历
陈礼节畢業于日本東京第一高等學校、京都帝國大學醫學部。

### 台灣
隨陳儀到台灣，接收日本赤十字社台灣支部病院，改為國立臺灣大學醫學院第二附屬醫院，以醫學院教授兼院長。
醫學院院長杜聰明兼國立臺灣大學醫學院第一附屬醫院（現在台大醫院）院長、熱帶醫學研究所所長。
陳禮節是杜聰明的後輩（學弟），都出身京都帝國大學醫學部，陳是醫學士，杜是醫學士、醫學博士。
1946年陸志鴻校長上任后，請洪式閭教授接熱帶醫學研究所所長，1947年1月，第二附屬醫院改歸行政長官公署，陳禮節轉為國立臺灣大學醫學院第一附屬醫院院長，杜聰明專任醫學院院長。
1946年3月16日杜聰明院長被陸校長換掉，請嚴智鍾教授接醫學院院長。
1948年4月15日，行政院議決陸志鴻去職，莊長恭接台大校長的人事案，陳禮節和洪式閭在莊校長上任前辭職，永遠離開台灣。
莊校長請魏火曜教授接任台大醫院院長，杜聰明回任醫學院院長。

### 中國大陸
陳離開台灣后在浙江杭州當醫院院長，中華人民共和國成立后任杭州市人民政府衛生局副局長、衛生局局長、副市長等公職。
1951年經周建人、許廣平介紹，參加民主黨派中國民主促進會（民進）。
1984年3月20日入中国共产党。

## 家族
妻子是儿科医学家厉矞华。女兒陳智周。